# Diawandou Diagne
Pour les articles homonymes, voir Diagne.
Diawandou Diagne est un joueur de football international sénégalais, né le 8 novembre 1994. Il joue au poste de défenseur avec le Odisha FC.

## Biographie

### En club
Diawandou Diagne est capable de jouer à toutes les positions de la défense et aussi comme milieu défensif.
Le 10 juillet 2014, Diawandou Diagne est recruté par le FC Barcelone pour jouer avec l'équipe réserve. Il signe jusqu'en 2017 avec le club espagnol.
Au terme de la saison 2014-2015, le FC Barcelone B étant relégué en Segunda División B, le club prend la décision de prêter le défenseur au KAS Eupen afin qu'il gagne du temps de jeu en 2e division belge.

### Carrière internationale
En mai 2014, il est retenu en sélection avec le Sénégal pour un match amical contre la Colombie.

## Statistiques
| Saison                | Club                  | Championnat           | Championnat | Championnat | Coupe(s) nationale(s) | Coupe(s) nationale(s) | Compétition(s) continentale(s) | Compétition(s) continentale(s) | Compétition(s) continentale(s) | Total | Total |
| Saison                | Club                  | Division              | M.          | B.          | M.                    | B.                    | Comp.                          | M.                             | B.                             | M.    | B.    |
| 2012-2013             | KAS Eupen             | Division 2            | 32          | 0           | 0                     | 0                     | -                              | 0                              | 0                              | 32    | 0     |
| 2013-2014             | KAS Eupen             | Division 2            | 34          | 0           | 1                     | 0                     | -                              | 0                              | 0                              | 35    | 0     |
| Sous-total            | Sous-total            | Sous-total            | 66          | 0           | 1                     | 0                     | -                              | 0                              | 0                              | 67    | 0     |
| 2014-2015             | FC Barcelone B        | LaLiga 2              | 28          | 0           | 0                     | 0                     | -                              | 0                              | 0                              | 28    | 0     |
| Sous-total            | Sous-total            | Sous-total            | 28          | 0           | 0                     | 0                     | -                              | 0                              | 0                              | 28    | 0     |
| 2015-2016             | KAS Eupen (prêt)      | Division 2            | 16          | 1           | 1                     | 0                     | -                              | 0                              | 0                              | 17    | 1     |
| 2016-2017             | KAS Eupen (prêt)      | Division 1A           | 38          | 0           | 5                     | 0                     | -                              | 0                              | 0                              | 43    | 0     |
| Sous-total            | Sous-total            | Sous-total            | 54          | 1           | 6                     | 0                     | -                              | 0                              | 0                              | 60    | 1     |
| 2017-2018             | KAS Eupen             | Division 1A           | 26          | 1           | 0                     | 0                     | -                              | 0                              | 0                              | 26    | 1     |
| 2018-2019             | KAS Eupen             | Division 1A           | 2           | 0           | 3                     | 0                     | -                              | 0                              | 0                              | 5     | 0     |
| Sous-total            | Sous-total            | Sous-total            | 28          | 1           | 3                     | 0                     | -                              | 0                              | 0                              | 31    | 1     |
| Total sur la carrière | Total sur la carrière | Total sur la carrière | 116         | 2           | 10                    | 0                     | -                              | 0                              | 0                              | 126   | 2     |